# Wüstenhain (Brahmenau)
Wüstenhain ist ein Weiler von Brahmenau im Landkreis Greiz in Thüringen.

## Lage
Wüstenhain befindet sich westlich von Brahmenau östlich der Bundesstraße 2 im Ronneburger Acker- und Bergbaugebiet an der Kreisstraße 109.

### Angrenzende Orte
Angrenzende Orte sind im Uhrzeigersinn im Norden beginnend Cretzschwitz, im Nordosten Söllmnitz, im Südosten Zschippach, im Südwesten Dorna und im Westen Negis.

## Geschichte
Als Neubauernsiedlung wurde Wüstenhain 1946 gegründet. 60 Personen wohnten 2012 im Ortsteil.